# 곤형
곤형(髠刑)은 고대 중국의 형벌로, 오형의 하나에 속하였다. 죄인의 머리털을 깎았으며, 후한 때까지 자주 시행되었다.

## 개요
전한 시기에는 문제 때 각종 형벌을 완화하면서 경형을 대신하는 형벌로 겸형·성단용과 함께 도입되었다(곤겸성단용).

## 출전
- 반고, 《한서》 권23 형법지